# گل شیپوری فلسطینی
گل شیپوری فلسطینی (نام علمی: Arum palaestinum) نام یک گونه از سرده کارده است.